# جيمي بامبر
جيمي سانت جون بامبر غريفيث (بالإنجليزية: Jamie Bamber)‏ (مواليد 3 أبريل 1973) ممثل ومنتج إنجليزي اشتهر عن أدواره في المسلسل التلفزيوني باتلستار غالاكتيكا (2004)، حرب النجوم غالاكتيكا: الشفرة (2007) القانون والنظام: المملكة المتحدة (2009). وقد تزوج من كيري نورتون منذ 20 سبتمبر 2003. ولديهم ثلاثة أطفال.

## روابط خارجية
- جيمي بامبر على موقع IMDb (الإنجليزية)
- جيمي بامبر على موقع روتن توميتوز (الإنجليزية)
- جيمي بامبر على موقع ألو سيني (الفرنسية)
- جيمي بامبر على موقع تيرنر كلاسيك موفيز (الإنجليزية)
- جيمي بامبر على موقع أول موفي (الإنجليزية)
- جيمي بامبر على موقع قاعدة بيانات الأفلام السويدية (السويدية)
- جيمي بامبر على موقع إن إن دي بي (الإنجليزية)
- جيمي بامبر على موقع قاعدة بيانات الفيلم (الإنجليزية)
- جيمي بامبر على موقع كينوبويسك (الروسية)
- جيمي بامبر في دليل التلفاز